# Colin Mackenzie
Ne doit pas être confondu avec Colin McKenzie.
Colin Mackenzie - Cailean MacCoinnich en écossais - (Stornoway, Écosse, 1754 - Calcutta, Inde, 8 mai 1821), indianiste et collectionneur d'art, fut le premier Surveyor General of India, fonctionnaire chargé de faire la description du pays et en particulier sa cartographie. Mackenzie est à l'origine d'une grande part des premières cartes exactes de l'Inde. Ses recherches et ses collections ont contribué de manière significative à la connaissance de l'Asie.

## Biographie

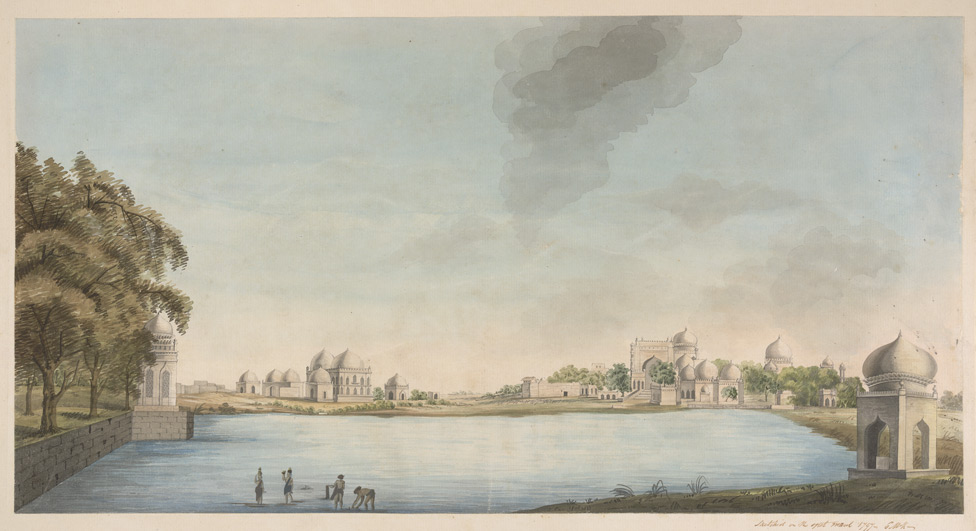
Tombes et sanctuaires de Gisu Daraz Gulbarga - mars 1797 - aquarelle de Colin MacKenzie

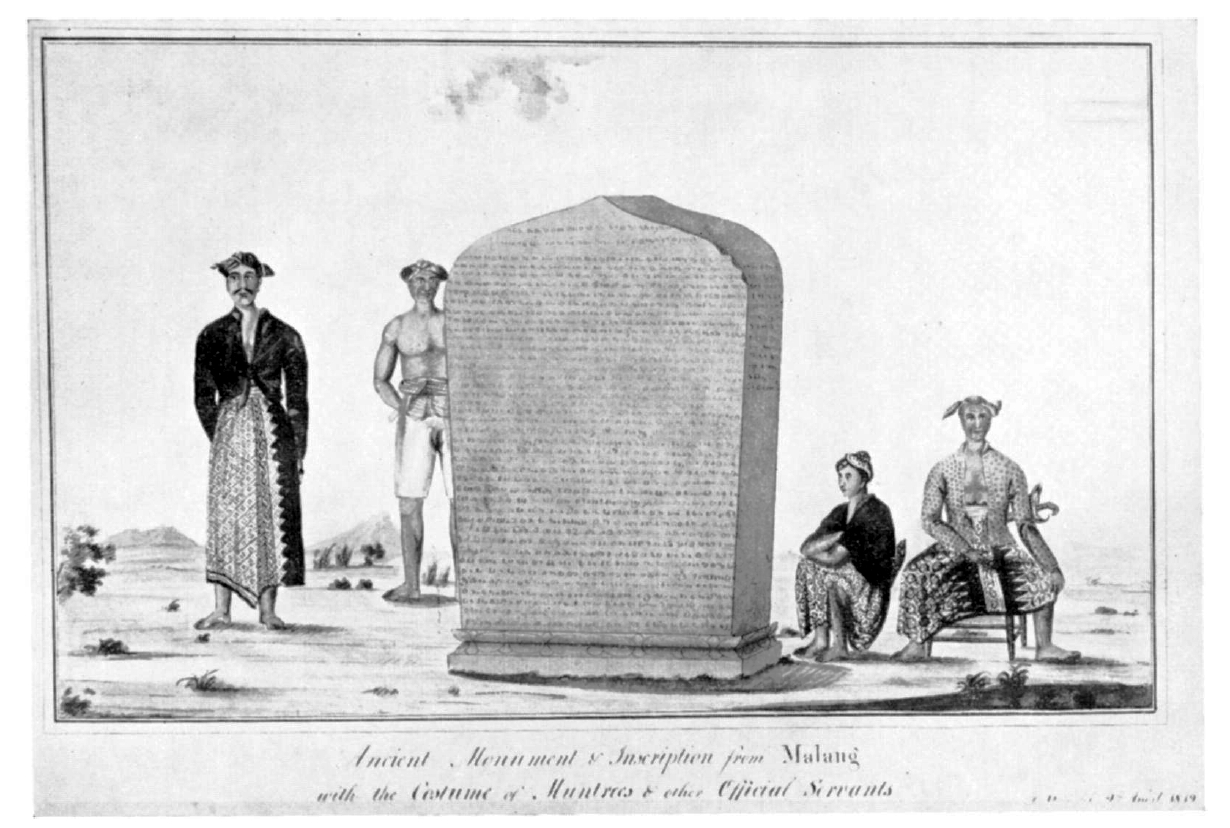
La "pierre de Minto", haute de 2 mètres et d'un poids de 3.8 tonnes, a été trouvée dans le hameau de Ngendat près de Malang et décrite par Colin Mackenzie en 1811-14

Colin Mackenzie commence sa carrière comme officier des douanes à Stornoway, sa ville de naissance sur Lewis, puis à l'âge de 28 ans, il rejoint l'armée de la présidence de Madras de la Compagnie anglaise des Indes orientales (CAIO). Ses connaissances mathématiques font qu'il est bientôt affecté comme officier du génie. En 1799, il fait partie des forces britanniques qui participent à la bataille de Seringapatam au cours de la quatrième guerre du Mysore et qui défont Tipû Sâhib, le sultan de Mysore. Son mentor et protecteur, Lord Napier de Merchiston, un descendant de John Napier, l'inventeur des logarithmes, lui offre son premier sujet de recherche sur la culture hindoue, les mathématiques indiennes et leur système de logarithmes. MacKenzie écrira d'ailleurs plus tard une biographie de John Napier.
Fasciné par la culture indienne qu'il découvre, il dirige ensuite l'équipe de savants et d'illustrateurs, dont Thomas Fraser, qui fait la description du Mysore entre 1800 et 1810 et qui recueille une grande quantité de données concernant la flore et la faune, la géographie, l'architecture, l'histoire, les coutumes et les contes populaires de la région. Au cours de ces voyages destinés à faire la description du pays, il est assisté de savants brahmanes et jains connaissant les techniques occidentales de cartographie et qui lui traduisent aussi les documents qu'il collecte. Son travail mène ses pas à Amaravati par deux fois, en 1797 et en 1816, où il décrit le grand stūpa, ainsi qu'à Shravana-Belgola, le site de pèlerinage jaina principal de l'Inde du Sud où il est probablement le premier occidental à voir la statue colossale de Gomateshvara. Il visite aussi Mahâballipuram où il fait dégager quelques monuments du sable. Il constitue ainsi une collection de comportant quelque 2000 dessins et aquarelles, plus de 8 000 copies d'inscription de temples, très précieuses aujourd'hui car certaines ont disparu ou se sont dégradées sous la pression de l'environnement, plus de 6000 pièces anciennes, 79 croquis de palais anciens, qui constitue le premier fonds d'études indianistes.
Il passe en suite deux ans à Java qui est sous administration britannique durant la période des guerres napoléoniennes.
Il est nommé Surveyor-General of India en 1818, le premier d'une liste qui comprendra aussi George Everest et emporte ses importantes collections à Calcutta où il prend son poste, collection qu'il ne cesse d'enrichir jusqu'à la fin de sa vie. Celles-ci sont achetées alors à sa veuve par la CAIO pour la somme de 10 000 livres sterling et divisées en trois parties dont l'une est envoyée à Londres à l'India Office Library,, une autre Madras, où elle est à l'origine de la Government Oriental Manuscripts Library (GOML), la dernière restant à Calcutta.

## Galerie

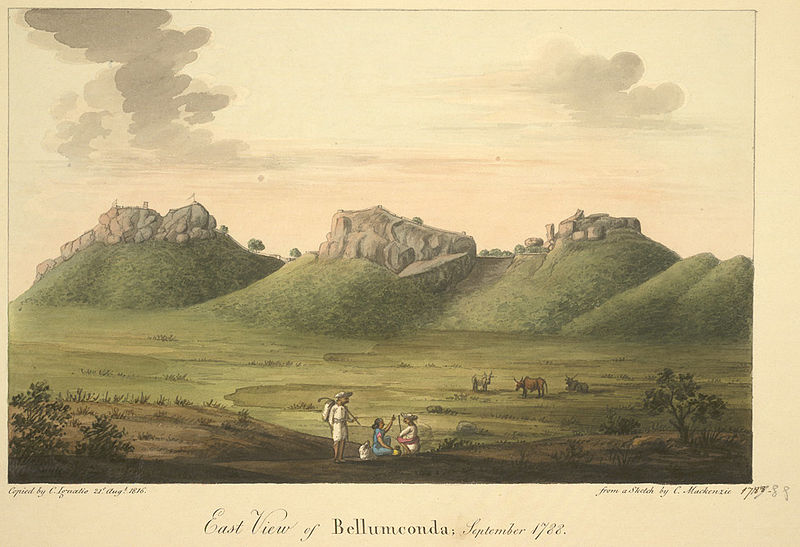
Vue est du Fort Bellamkonda - copie en 1788 par Mackenzie
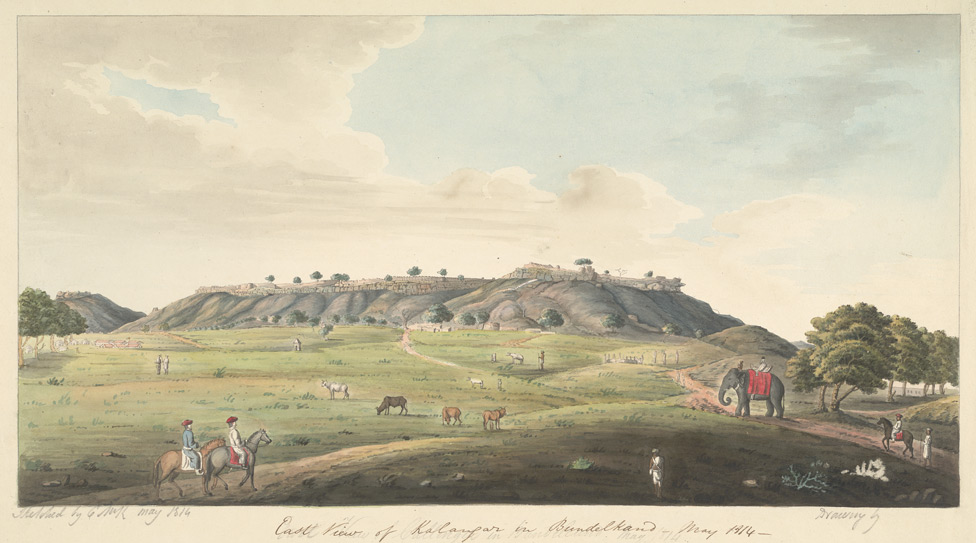
Vue est du fort de Kalinjar - mai 1814
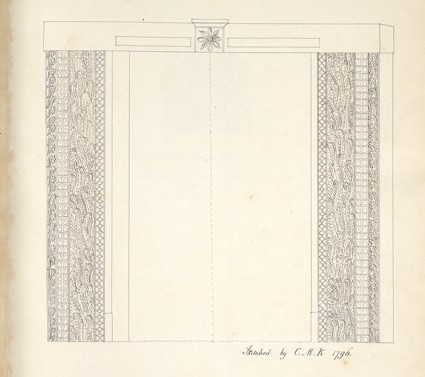
Porte au fort de Condavir